# Titanatemnus tessmanni
Titanatemnus tessmanni es una especie de arácnido del orden Pseudoscorpionida de la familia Atemnidae.

## Distribución geográfica
Se encuentra en Río Muni, Guinea Ecuatorial.